# Steinwandgraben
Steinwandgraben ist eine Talabschnitt und eine Streusiedlung der Gemeinde Furth an der Triesting im Bezirk Baden in Niederösterreich.
Durch den vom Mieselbach durchflossenen Steinwandgraben führt der Weg direkt auf die Steinwandklamm zu, einem beliebten Ausflugsziel. Am Eingang zur Klamm befinden sich auch einige Höfe sowie ein Gasthaus, die früher unter der Bezeichnung „Mieselbach“ geführt wurden. Weitere Ortslagen der Siedlung liegen beiderseits über dem Engtal als Einschichthöfe.